# Zamętnicowate
Zamętnicowate (Zannichelliaceae Dumort.) – rodzina roślin wyróżniana w niektórych systemach klasyfikacyjnych. Współcześnie raczej zaliczane tu rośliny włączane są do rodziny rdestnicowatych Potamogetonaceae.

## Systematyka
Pozycja rodzaju według APweb (aktualizowane systemy APG od APG I z 1998 począwszy)
Takson nie wyróżniony. Rodzaje wcześniej tu zaliczane włączane są do rodziny rdestnicowatych Potamogetonaceae w obrębie kladu okrytonasienne, kladu jednoliścienne (monocots), rzędu żabieńcowce (Alismatales). 
Pozycja w systemie Reveala (1994-1999)
Gromada okrytonasienne (Magnoliophyta Cronquist), podgromada Magnoliophytina Frohne & U. Jensen ex Reveal, klasa jednoliścienne (Liliopsida Brongn.), podklasa żabieńcowe (Alismatidae Takht.), nadrząd Alismatanae Takht., rząd rdestnicowce (Potamogetonales Dumort.), podrząd Potamogetonineae Engl., rodzina zamętnicowate (Zannichelliaceae Dumort.)
Rodzaje według Reveala
- Althenia F.Petit
- Lepilaena J.L.Drumm. ex Harv.
- Vleisia Toml. & Posl.
- Zannichellia L. – zamętnica